# Leo Rey
Cecil Leonardo Leiva Reyes (Viña del Mar, 30 de noviembre de 1979), conocido artísticamente como Leo Rey (derivado de la abreviatura de su segundo nombre y de su apellido materno), es un cantante chileno de cumbia, exvocalista del grupo tropical La Noche. También ha incursionado como gamer y es en este rol en el cual ha ganado diversos campeonatos nacionales de Mortal Kombat bajo el seudónimo de Kung Leo.

## Carrera musical

### 2006-2011: La Noche y primer álbum como solista

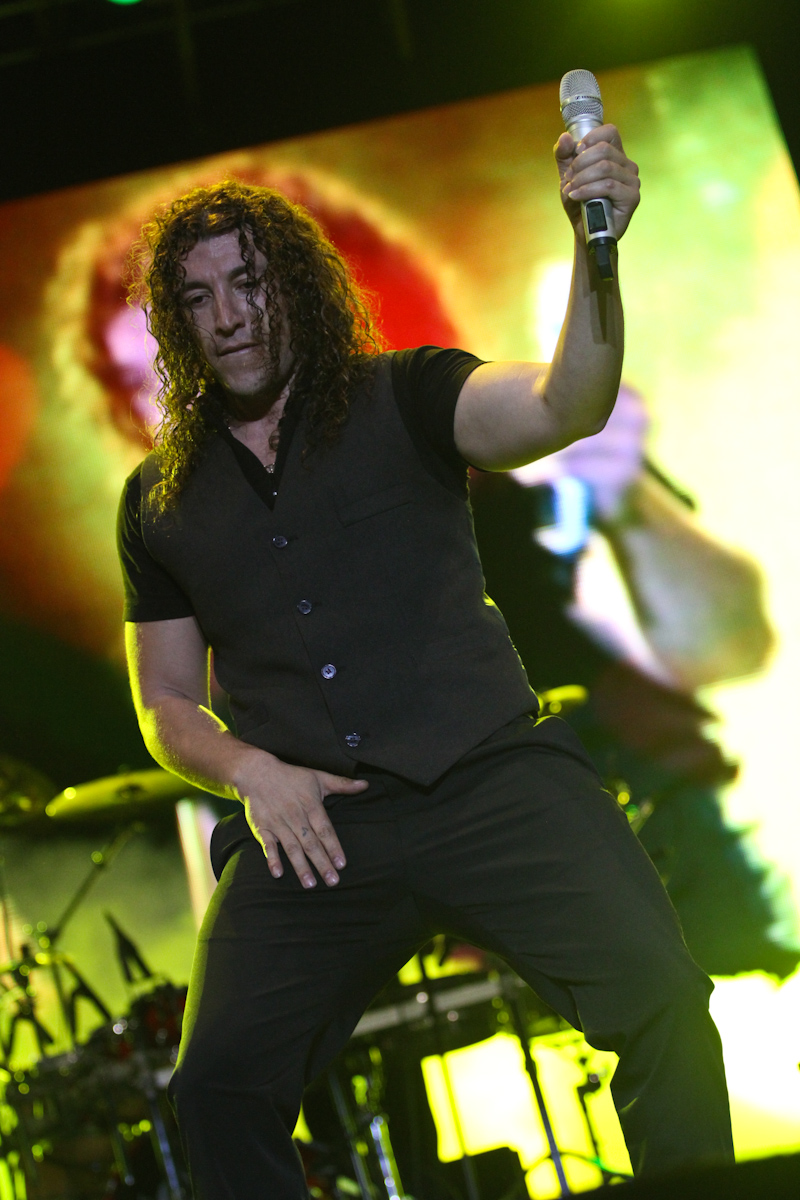
Leo Rey en 2012.

Leo Rey se incorporó como la voz principal del grupo La Noche en el disco Amor entre sábanas (2006), al mismo tiempo que comenzaron a adquirir notoriedad en radios nacionales con los sencillos «Es el amor» y «Que nadie se entere» con la publicación del álbum En tu cuarto en 2008, a partir del que fueron frecuentes sus apariciones en televisión, mientras que Leo Rey se hizo el miembro más popular del conjunto. En febrero de 2009 La Noche se presentó en el L Festival Internacional de la Canción de Viña del Mar, logrando todos los galardones del público. En ese certamen Leo Rey fue elegido Rey feo por la prensa femenina.
A fines de 2009, tuvo ofertas para realizar un disco solista, lo que tuvo al borde de la separación a La Noche; sin embargo, finalmente descartó grabar un álbum y siguió al frente de la banda ese año. Sin embargo, luego de participar como jurado internacional del LI Festival Internacional de la Canción de Viña del Mar en febrero de 2010, decidió marginarse del grupo, cuestión que hizo pública el 31 de marzo de ese año. Luego, el 1 de agosto de 2011 lanzó su primer disco llamado Sigue el sabor, cuyo principal sencillo fue «Quiero ser más que tu amigo».
El 24 de septiembre de 2011 se anunció su regreso al grupo La Noche, después de un año y medio de separación. Sin embargo dos años después volvió a lanzar su carrera de solista luego de que el grupo La Noche se disolviera.

### 2013-presente: Carrera solista
Después que en noviembre de 2013 se cierra finalmente la participación de Leo Rey en el grupo La Noche, este graba su nuevo disco titulado Simplemente, lanzado en 2014 con los sencillos «Con todas mis fuerzas» y «Dame más», ambos de autoría de Leo Rey. Comenzó la banda Leo Rey y Las Estrellas de La Noche, acompañado de varios músicos que también integraron el grupo La Noche. El resto de la banda, liderada por Alexítico, se quedaron con el nombre La Noche.
Internacionalizó su carrera en Perú, Argentina, Uruguay, Paraguay y Bolivia, y lanzó sus nuevos sencillos en Ecuador, Colombia y Venezuela. Paralelamente retomó el trabajo en México, asesorado por Fernando Briceño.[cita requerida] En agosto de 2014, lanza su nuevo sencillo «Mortal Kumbiat» como adelanto de su próximo disco. Se presentó en el Festival del Huaso de Olmué en su edición 2015.

## Controversias

### Accidente de tránsito
Leo Rey fue detenido por autoridades policiales en marzo de 2010 por conducir bajo los efectos del alcohol y producir un accidente menor con un microbús en la localidad de La Calera en la Región de Valparaíso. El 23 de julio de 2010, los tribunales de Justicia determinaron después de una investigación de las muestras de sangre que se le habían tomado en el hospital tras el accidente acompañado de Carabineros habían sido adulteradas por funcionarios del recinto hospitalario con el motivo de encubrir al artista. Este episodio daría pie a la canción "Señor Juez" incluida en su primer disco solista.

## Discografía

### ConLa Noche
| Álbumes de estudio - 2006: Amor entre sábanas - 2008: En tu cuarto - 2009: La Noche Buena | Álbumes en vivo - 2007: La Noche en vivo - 2009: En Vivo Viña - 2012: El reencuentro |

### Como solista

#### Álbumes de estudio
- 2011: Sigue el sabor
- 2014:  Simplemente
- 2016:  Volver a Empezar
- 2021:  Ritmo

#### Sencillos
| Año                 | Canción                       | Máxima posición     | Álbum               |
| Año                 | Canción                       | CHI                 | Álbum               |
| Sencillos oficiales | Sencillos oficiales           | Sencillos oficiales | Sencillos oficiales |
| ------------------- | ----------------------------- | ------------------- | ------------------- |
| 2010                | «Quiero ser más que tu amigo» | 62                  | Sigue el sabor      |
| 2010                | «Te sigo amando»              | 71                  | Sigue el sabor      |
| 2011                | «Señor juez»                  | -                   | Sigue el sabor      |
| 2013                | «Con todas mis fuerzas»       | -                   | Simplemente         |
| 2014                | «Dame más»                    | -                   | Simplemente         |
| 2014                | «Mortal Kumbia»               | -                   | TBA                 |
| 2015                | «Mirarme en tus ojos»         | -                   | TBA                 |